# Askgrått lavfly
Askgrått lavfly, Bryophila raptricula, är en fjärilsart som beskrevs av Michael Denis och Ignaz Schiffermüller 1775. Askgrått lavfly ingår i släktet Bryophila och familjen nattflyn, Noctuidae Arten är reproducerande och har livskraftiga (LC) populationer i både Sverige och i Finland. Inga underarter finns listade i Catalogue of Life.